# Деньгино (озеро)
Деньгино — озеро в Октябрьском районе Челябинской области. Расстояние от Челябинска — 160 км. Площадь озера — 6,56 км², а глубина достигает 8 метров. Высота над уровнем моря составляет 176 метров. Ближайшие населённые пункты: посёлок Деньгино и посёлок Сысоево. Ближайшие озера: Долгое, Большое Попово, Долгенькое, Пионерское, Степаново, Зубаревское.
На западной стороне озера имеются три мелководных, поросших камышом, курьи. Береговая полоса низинная и лишь южный берег приподнят. Вся прибрежная, мелководная часть озера поросла камышом и тростником. Дно, в центральной и западной частях озера, песчаное. В остальных частях дно песчано-илистое. Подводная растительность распространилась по всему дну: роголистник, рдест, элодея. Вода солоноватая.
На южном берегу озера расположена деревня Деньгино, на северо-восточном деревня Сысоево.
В озере водятся рыбы: карп, рипус, сиг, серебряный карась, золотой карась, пелядь.